# 福島県医師会
一般社団法人福島県医師会（いっぱんしゃだんほうじんふくしまけんいしかい 英称 Fukushima Medical Association）は、福島県の医師を会員とする法人。

## 本部所在地
- 〒960-8575 福島県福島市新町4-22

## 郡市医師会
- 福島市医師会 〒960－8002 福島市森合町10-1 福島市保健福祉センター3F
- 伊達医師会 〒960-0612 伊達市保原町字宮下111-2 保原町産業振興会館内
- 安達医師会 〒964-0891 二本松市大壇121-8
- 郡山医師会 〒963-8024 郡山市朝日2-15-1
- 田村医師会 〒963-7767 田村郡三春町御免町179 西山医院内 
  - 事務局 〒963-3401 田村郡小野町小野新町品ノ木123 医療法人慶信會石塚醫院内
- 白河医師会 〒961-0054 白河市字北中川原313
- 会津若松医師会 〒965-0059 会津若松市インター西33-5
- 喜多方医師会 〒966-0802 喜多方市桜が丘1-149-2
- 両沼郡医師会 〒969-6543 河沼郡会津坂下町字市中2甲3602 星医院内
- 相馬郡医師会 〒975-0002 南相馬市原町区東町1-82
- 双葉郡医師会 〒979-1471 双葉郡双葉町長塚谷沢町31
- いわき市医師会 〒973-8402 いわき市内郷御厩町4-123 いわき市医師会館内